# 妖精翼龍屬
妖精翼龍屬又名杜畢翼龍，是翼龍目神龍翼龍类的一屬，是種有頭冠、沒有牙齒的大型翼龍類，化石是在巴西的桑塔那組發現，地質年代為白堊紀早期。

## 發現與命名

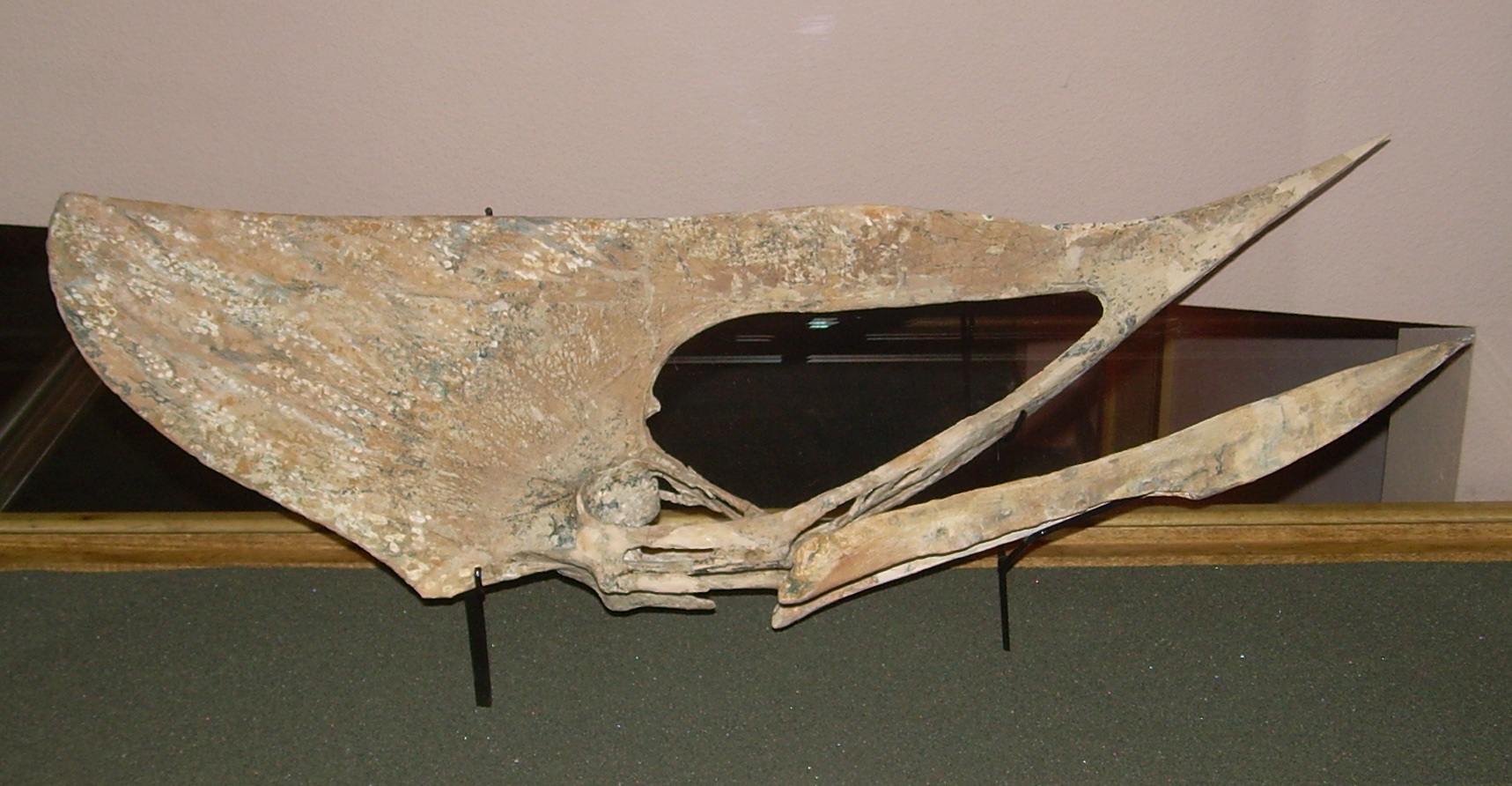
長冠妖精翼龍的頭顱骨

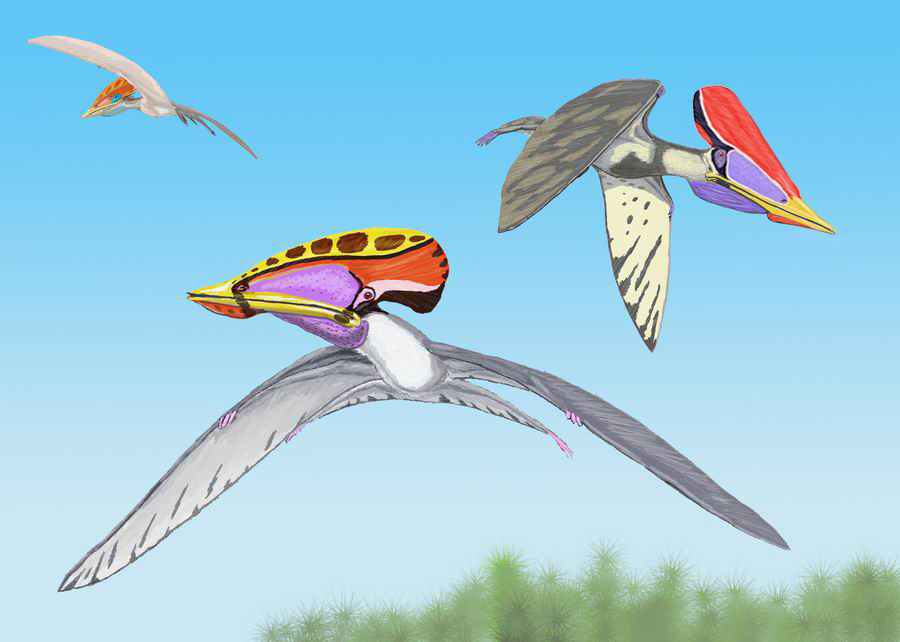
飛行中的倫納德氏妖精翼龍（左）與長冠妖精翼龍（右）復原圖

在1988年，亞歷山大·克爾納（Alexander Kellner）與Diogenes Campos將化石進行敘述、命名，模式種是長冠妖精翼龍（T. longicristatus）。屬名是以當地圖皮族民俗傳說中的妖精為名；種名在拉丁文意為「有長冠的」。
長冠妖精翼龍的正模標本（編號MN 6591-V）發現於巴西東北部的桑塔那組（Santana Formation），地質年代為白堊紀早期。正模標本包含口鼻部、一些部分翼部骨頭。妖精翼龍的成年個體，大型頭冠從口鼻部前段延伸到頭顱骨後方。根據之後發現的更多化石，顯示妖精翼龍的頭冠型態有個體變化。某些研究人員認為，不同的頭冠形狀，可能代表個體的不同年齡或性別；其他研究人員則認為不同的頭冠形狀代表不同種。
在1994年，亞歷山大·克爾納命名第二個種，倫納德氏妖精翼龍（T. leonardii）。種名是以古生物學家Giuseppe Leonardi為名。其正模標本（編號MN 6592-V）是一個破碎的頭顱骨、形狀較圓的頭冠。除此之外，還有其他標本被編入倫納德氏妖精翼龍。最大型頭顱骨的長度為1.3公尺，研究人員估計其翼展約5.5公尺。
在2009年，馬克·維頓（Mark Paul Witton）命名第三個種，瘋狂鑽石妖精翼龍（T. deliridamus）。種名在拉丁文意為「瘋狂鑽石」，因為馬克·維頓是英國搖滾樂團平克·佛洛伊德的歌迷，因此以名曲《Shine On You Crazy Diamond》的瘋狂鑽石作為此新物種的種名。其正模標本（編號SMNK PAL 6410）是一個頭顱骨，副模標本（編號KPMNH DL 84）也是一個頭顱骨

## 古生物學與分類
妖精翼龍的外表類似無齒翼龍，成年個體的頭冠從口鼻部開始、往頭後方延伸，妖精翼龍的頭冠比無齒翼龍的頭冠還大、還明顯。不論雄性或雌性都擁有大型頭冠，不過雌性的頭冠是比較圓的。妖精翼龍身長2.5公尺，翼展為5.4公尺，頭顱骨長度為90公分。妖精翼龍似乎生活在南美洲的海岸邊，以魚類為主食。
妖精翼龍屬於神龍翼龍超科，亞歷山大·克爾納將牠們歸類於神龍翼龍超科的古神翼龍科。研究人員目前不確定妖精翼龍的歸類，一派認為牠們較接近神龍翼龍科（包含巨大的德州物種風神翼龍），另一派認為牠們較接近古神翼龍與牠們的近親。
普茲茅斯大學的古生物學家在巴西東北部發現了第一個妖精翼龍的亞成年個體化石，並由David Martill與德恩·奈許（Darren Naish）在2006年所研究，該亞成年個體化石擁有未完全發展的頭冠，這個發現支持了頭冠是種性成熟象徵物的說法。
在2011年，科學家比較翼龍類、現代鳥類與爬行動物的鞏膜環大小，提出妖精翼龍可能屬於日行性的動物。

## 大眾文化
妖精翼龍出現在2003年的日本東映特攝超級戰隊節目《爆龍戰隊暴連者》，在劇中是一隻白色且機體規模如同神龍翼龍科那般巨大的翼龍。

## 外部連結
- BBC News, " Flying reptile mystery 'solved'"（页面存档备份，存于）, 27 July 2006
- A reconstruction of Tupuxuara.Archive.today的存檔，存档日期2012-12-24